# Каратушки рејон
Каратушки рејон (рус. Каратузский район) је општински рејон у јужном делу Краснојарске Покрајине, Руске Федерације.
Административни центар рејона је насеље Каратушкоје (рус. Каратузское).
Каратушки рејон се простире у југоисточном делу Минусинске котлине, испод планинског венца Источног Сајана и обухвата басене река Амил, Казир и Тубареке, које чине део слива реке Јенисеј.
Рељиеф рејона је углавном равничарски. Просечна надморска висина је 200-300 м. Клима је континентална, понекад сува. Просечна температура у јануару креће се од -16 до -20,5°C, а у јуну од +18,2 до +19,6°C. Зими постоје мразеви до -52°C , а лети температура понекад расте до +45°C. Сезона сазревања вегетације је 150-160 дана.
Суседне области рејона су:
- север и североисток: Курагински рејон
- југоисток: Република Тува
- југ и југозапад: Јермаковски рејон
- запад: Шушјенски и Минусински рејон

Укупна површина рејона је 10.236 km².
Укупан број становника рејона је 15.529 (2014).